# Ulungur-See
Der Ulungur-See liegt im nördlichen Xinjiang im Kreis Burultokay und ist der größte See im Norden Chinas und dessen zehntgrößter Trinkwassersee. Er bedeckt insgesamt eine Fläche von 827 Quadratkilometern und liegt auf 468 m Höhe. 
Er wird vom Fluss Ulungur über den Jili-See im Süden gespeist. Seit 1969 existiert ein Kanal, der vom Irtysch dem See Wasser zuführt.
An den Stränden im Nord- und Südosten des Sees gibt es etwas Tourismus und Wassersport-Attraktionen; im Winter gibt es Eisfischen.
Am Südwestufer befindet sich eine Zementfabrik.